# Christian Mora
Christian Rafael Mora Medrano (San Miguel, Bolívar, 26 de agosto de 1979) es un exfutbolista ecuatoriano. Jugaba de portero.

## Carrera
Mora asistió al Colegio de las Hermanas Betlemitas en la ciudad de San Miguel, provincia de Bolívar, Ecuador. Jugó primero en el Cóndor Fútbol Club de San Miguel como portero a edad temprana. También jugó para el equipo de la ciudad de San Miguel en los Juegos Provinciales y fue seleccionado como portero en el equipo de la provincia para jugar en el campeonato nacional de aficionados de Ecuador. Mora fue ojeado e invitado a entrenarse con el Centro Deportivo Olmedo mientras jugaba como portero en un partido amistoso contra su universidad la Escuela Politécnica de Riobamba. Mora comenzaría su carrera en diferentes equipos ecuatorianos de primera, alternando entre el Club Deportivo Espoli y el Club Deportivo Saquisilí, y llegó en 2003 al Club Social y Deportivo Macará hasta 2004.
Mora dio el salto importante para su carrera cuando en 2005 ficha por la Liga Deportiva Universitaria de Quito. En su primera temporada como titular con el equipo, ganó el Campeonato Ecuatoriano de Fútbol 2005 y repitió el éxito en 2007, cuando se erigió como figura del equipo y ganó el Campeonato Ecuatoriano de Fútbol 2007 con el cuadro universitario. Para la temporada 2008, pasa a filas del Club Deportivo El Nacional. Ya en el 2010, Universidad Católica lo contrata como refuerzo. Año seguido, regresa al club donde se asentó su carrera como profesional, el Club Social y Deportivo Macará, en su regreso a la primera categoría del fútbol ecuatoriano. 
En 2014 el Club Deportivo Cuenca ficha a Mora por dos temporadas. Sin embargo, a mediados de año, es transferido al South China Athletic Association después de un acuerdo entre la entidad china y el mismo jugador dueño de su pase.

## Selección nacional
El 11 de junio de 2005, hizo su debut con el equipo nacional absoluto contra Italia en un partido amistoso jugado en Nueva Jersey. El partido acabó en empate (1-1) por mérito de Mora que paró un penalti a Luca Toni. Esto hace que el entrenador de la selección ecuatoriana, el colombiano Luis Fernando Suárez, lo tome en cuenta para las eliminatorias sudamericanas 2006 y logró la clasificación para dicho Mundial como una de las figuras del equipo nacional. 
Cristian Mora jugó quince partidos internacionales, incluidos cuatro partidos en la Copa Mundial de Fútbol de 2006.

### Participaciones enCopas del Mundo
| Mundial                  | Sede     | Resultado        | PJ | GR | VI |
| ------------------------ | -------- | ---------------- | -- | -- | -- |
| Mundial de Alemania 2006 | Alemania | Octavos de final | 3  | -4 | 2  |

### Participaciones enCopas América
| Torneo            | Sede      | Resultado      | PJ | GR | VI |
| ----------------- | --------- | -------------- | -- | -- | -- |
| Copa América 2007 | Venezuela | Fase de grupos | 2  | 5  | 0  |

### Participaciones enEliminatorias al Mundial
| Eliminatoria                            | Sede del Mundial       | Posición               | Resultado   | PJ | GR | VI |
| --------------------------------------- | ---------------------- | ---------------------- | ----------- | -- | -- | -- |
| Eliminatorias Mundial de Alemania 2006  | Alemania               | 3°lugar 28pts          | Clasificado | 2  | -1 | 1  |
| Eliminatorias Mundial de Sudáfrica 2010 | Sudáfrica              | 6°lugar 23pts          | Eliminado   | 0  | 0  | 0  |
| Total en Eliminatorias                  | Total en Eliminatorias | Total en Eliminatorias | 1/2         | 2  | -1 | 1  |

## Copa del Mundo 2006
Fue la primera opción en el equipo nacional de Ecuador durante el año 2005 y la clasificación para la Copa del Mundo 2006. También fue la primera opción en la portería durante la Copa Mundial de Fútbol de 2006. En esta, Mora jugó cuatro partidos, relegando a Edwin Villafuerte al banquillo, antes de que su equipo fuera eliminado en octavos de final ante Inglaterra. A Mora le marcaron cuatro goles, pero estuvo imbatido ante Polonia y Costa Rica.
Durante la Copa del Mundo, se pintó en las mejillas dos banderas ecuatorianas.

## Participaciones en torneos internacionales

### Copas del Mundo
| Torneo                         | Sede     | Resultado        | Partidos | Goles |
| ------------------------------ | -------- | ---------------- | -------- | ----- |
| Copa Mundial de Fútbol de 2006 | Alemania | Octavos de final | 4        | 0     |

### Copa América
| Copa              | Sede      | Resultado      | Partidos | Goles |
| ----------------- | --------- | -------------- | -------- | ----- |
| Copa América 2007 | Venezuela | Fase de grupos | 2        | 0     |

## Clubes
| Club                 | País      | Año       |
| -------------------- | --------- | --------- |
| Olmedo               | Ecuador   | 1998      |
| Espoli               | Ecuador   | 1999      |
| Deportivo Saquisilí  | Ecuador   | 2000-2002 |
| Macará               | Ecuador   | 2003-2004 |
| Liga de Quito        | Ecuador   | 2005-2007 |
| El Nacional          | Ecuador   | 2008-2009 |
| Universidad Católica | Ecuador   | 2010      |
| Macará               | Ecuador   | 2011-2013 |
| Deportivo Cuenca     | Ecuador   | 2014      |
| South China AA       | Hong Kong | 2014-2016 |

## Palmarés
| Título                            | Club                  | País      | Año       |
| --------------------------------- | --------------------- | --------- | --------- |
| Campeonato Serie A                | Liga de Quito         | Ecuador   | 2005      |
| Campeonato Serie A                | Liga de Quito         | Ecuador   | 2007      |
| Copa Lunar New Year               | Citizen Cuenca United | Hong Kong | 2014      |
| Hong Kong Senior Challenge Shield | South China           | Hong Kong | 2013-2014 |